# Buraikan
Buraikan é um filme de drama japonês de 1970 dirigido e escrito por Masahiro Shinoda. Foi selecionado como representante do Japão à edição do Oscar 1971, organizada pela Academia de Artes e Ciências Cinematográficas.

## Elenco
- Tatsuya Nakadai - Naojiro Kataoka
- Shima Iwashita - Michitose
- Shoichi Ozawa - Ushimatsu
- Fumio Watanabe - Moritaya Seizo
- Masakane Yonekura - Kaneko Ichinojo
- Kei Yamamoto
- Goro Tarumi
- Atsuo Nakamura
- Jun Hamamura - Kanoke-boshi
- Kamatari Fujiwara
- Yukio Ninagawa
- Kiwako Taichi - Namiji